# Лагеря палестинских беженцев
Лагеря палестинских беженцев были изначально созданы для размещения палестинцев, перемещенных в результате палестинского изгнания и бегства во время Палестинской войны 1948 года. Ближайшие лагеря были созданы Ближневосточным агентством ООН для помощи палестинским беженцам и организации работ (UNRWA/БАПОР) в Иордании, Ливане, Сирии, на Западном берегу и в секторе Газа. Следующая волна палестинских беженцев появилась в Наксе после Шестидневной войны 1967 года.
Всего существует 68 лагерей палестинских беженцев, 58 официальных и 10 неофициальных, десять из которых были созданы после Шестидневной войны, а остальные  — в 1948–1950-х годах.
Только треть зарегистрированных палестинских беженцев проживают в пределах лагерей беженцев. Большинство из них интегрировались в социальную и экономическую жизнь за пределами лагерей.

Число зарегистрированных палестинских беженцев выросло с 750 000 в 1950 году до примерно 5 миллионов в 2013 году.

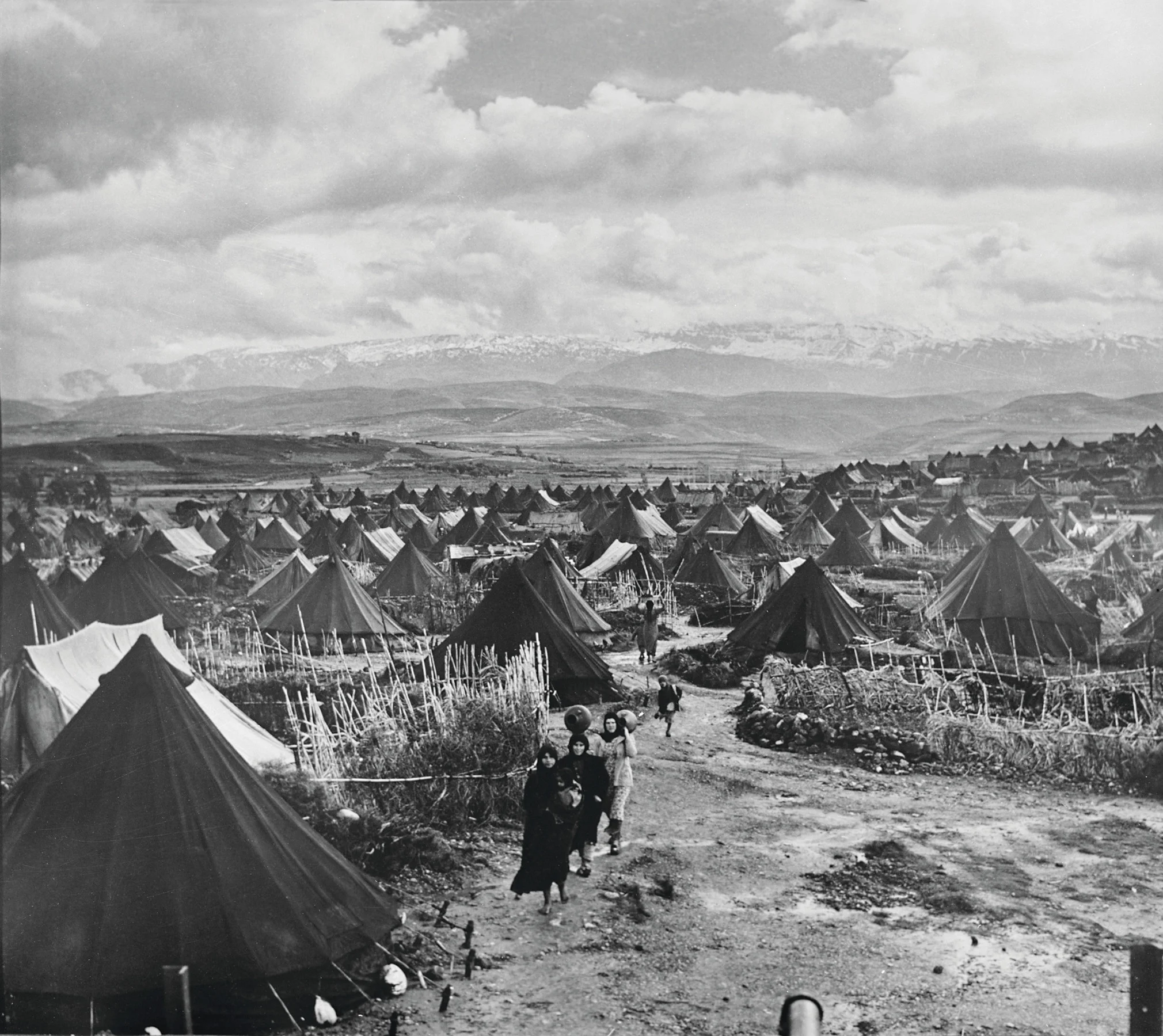
Лагерь беженцев Нахр аль-Баред в Ливане, 1952 год.
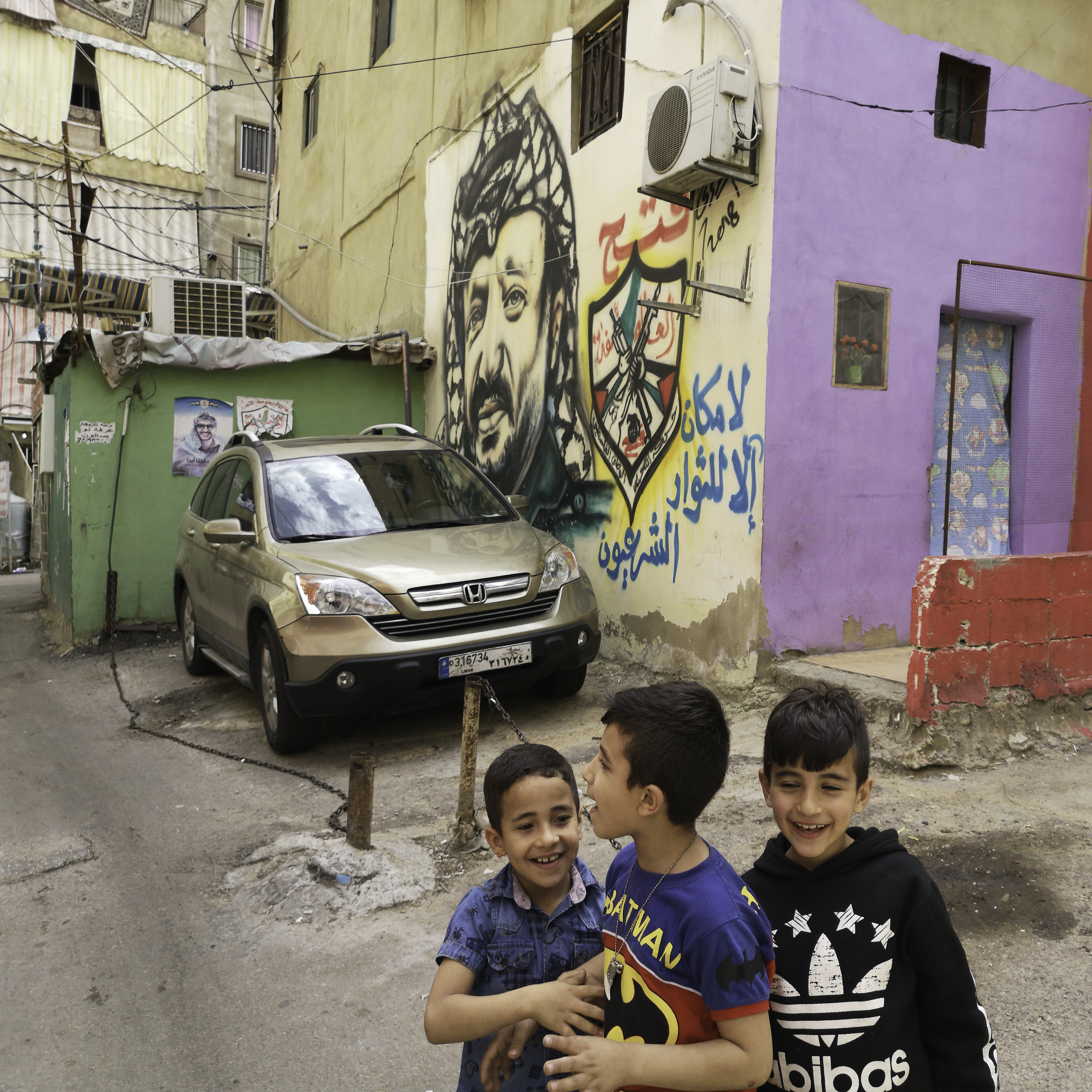
Лагерь беженцев Шатила на окраине Бейрута в 2019 году.